# Marie de Malicorne
Albums de Malicorne
Vox
(1996) Concert exceptionnel aux Francofolies de la Rochelle
(2011)
Marie de Malicorne est un album de compilation du groupe folk français Malicorne sorti en 2005. Il s'agit de la quatrième compilation du groupe fondé par Gabriel Yacoub et Marie Yacoub. 
Éditée par Le Roseau, le nouveau label de Gabriel Yacoub, cette compilation rassemble exclusivement des chansons interprétées par son épouse d'alors Marie Yacoub.

## Historique
Si au sein de la formation, Marie fut souvent postée aux chœurs et à l'instrumentation (notamment au dulcimer), elle eut également l'occasion de tenir le chant principal. Ce sont ces chansons-là que l'on retrouve dans cette compilation. Elles sont tirées de toutes les époques de Malicorne, depuis Pierre de Grenoble jusqu'au dernier album studio Les Cathédrales de l'industrie, « l'avant et l'après Malicorne » selon Marie elle-même.
Cette compilation comporte les versions éditées de chansons parues sur les albums de Malicorne mais aussi les versions inédites de deux chansons - "Je suis trop jeunette" et "Robe blanche, robe noire" - que Marie a ré-enregistrées pour cet album, ainsi que "La Vieille Fille", une chanson inédite sur les albums de Malicorne mais parue en 1994 dans le CD Chansons de femmes (La condition féminine) de la série  Anthologie de la Chanson Française (EPM Musique).

## Liste des titres
| No  | Titre                                                                                             | Album d'origine                                                                              | Durée |
| --- | ------------------------------------------------------------------------------------------------- | -------------------------------------------------------------------------------------------- | ----- |
| 1.  | Le Mari jaloux / La Valse druze (© 1978 Trad. - Adapt. arr. Malicorne / Hughes de Courson)        | L'Extraordinaire Tour de France d'Adélard Rousseau (1978)                                    |       |
| 2.  | Misère (© 1977 Trad. - Adapt. arr. Malicorne)                                                     | Malicorne 4 (1977)                                                                           |       |
| 3.  | Petite Oasis (version éditée © 1981 Étienne Roda-Gil / Gabriel Yacoub)                            | Balançoire en feu (1981)                                                                     |       |
| 4.  | Je suis trop jeunette (nouvelle version © 2005 Trad. - Adapt. arr. Gabriel Yacoub)                | Pierre de Grenoble (1973)                                                                    |       |
| 5.  | Le Luneux (© 1976 Trad. - Adapt. arr. Malicorne)                                                  | Almanach (1976)                                                                              |       |
| 6.  | Robe blanche, robe noire (nouvelle version © 2005 Gabriel Yacoub)                                 | Les Cathédrales de l'industrie (1986)                                                        |       |
| 7.  | La Vieille Fille (© 1994 Trad. - Adapt. arr. Gabriel Yacoub)                                      | Anthologie de la Chanson Française / Chansons de femmes (La condition féminine) (EPM) (1994) |       |
| 8.  | Une Fille dans le désespoir (© 1978 Trad. - Adapt. arr. Malicorne)                                | L'Extraordinaire Tour de France d'Adélard Rousseau                                           |       |
| 9.  | Marions les roses (version remixée © 1975 Trad. - Adapt. arr. Malicorne)                          | Malicorne 2 (1975)                                                                           |       |
| 10. | Vive La Lune (version éditée © 1981 Étienne Roda-Gil / Hughes de Courson)                         | Balançoire en feu                                                                            |       |
| 11. | Alexandre (© 1979 Trad. - Adapt. arr. Malicorne / Marie Yacoub)                                   | Le Bestiaire (1979)                                                                          |       |
| 12. | La Nuit des sorcières (© 1986 Gabriel Yacoub)                                                     | Les Cathédrales de l'industrie                                                               |       |
| 13. | Le Couteau blond (version éditée © 1981 Étienne Roda-Gil / Olivier Zdrzalik - Hughes de Courson ) | Balançoire en feu                                                                            |       |
| 14. | La Blanche Biche (© 1977 Trad. - Adapt. arr. Malicorne)                                           | Malicorne 4                                                                                  |       |

Le CD contient en bonus les paroles des chansons au format PDF.

## Personnel
- Marie Yacoub
- Gabriel Yacoub
- Hughes de Courson
- Laurent Vercambre
- Olivier Zdrzalik-Kowalski
- Participations de : Jean-Pierre Arnoux, Dan Ar Braz, Sylvie Berger, Michel Bourzeix, Daniel Bornet, Patrice Clementin, Gilles Chabenat, Robert Chalut, Vincent Chambraud, Bruno Coulais, Bertrand Da Rin, Brian Gulland, Jean-Michel Kajdan, Nic Ninsey, Michel Le Cam, Patrick Le Mercier, Dominique Regef, Nikki Matheson, Bruno Menny, Steve Prestage, Jean-Pierre Rasle, Patrick Robin, Étienne Roda-Gil

## Autres compilations de Malicorne
- 1977 - Quintessence
- 1989 - Légende, deuxième époque
- 1996 - Vox